# غريغ قاي
غريغ قاي (17 أكتوبر 1971 - ) (بالإنجليزية: Greg Guy)‏ هو لاعب كرة سلة أمريكي في مركزي مدافع مسدد الهدف وهجوم خلفي.